# Aeroportul Guarapuava
Aeroportul Guarapuava (IATA: GPB, ICAO: SSGG) este un aeroport din Paraná, Brazilia ce deservește zona Guarapuava. Aeroportul a fost tranzitat în 2021 de 244 de pasageri. A fost numit după zona deservită.
Situat la o altitudine de 1.065 m, aeroportul dispune de 1 pistă. Este operat de Guarapuava.

## Infrastructură

### Piste
Aeroportul dispune de o singură pistă. Pista 8/26 are suprafața de asfalt și dimensiunile 1.620 m × 30 m. 